# المنصورة (لحج)
المنصورة هي إحدى قرى الجمهورية اليمنية. تتبع جغرافيا لمحافظة لحج و إداريًا لمديرية تبن. يبلغ تعداد سكانها 1273 نسمة حسب الإحصاء الذي أجري عام 2004.